# 威靈頓 (德克薩斯州)
威靈頓（英語：Wellington）是一個位於美國德克薩斯州科靈斯沃思縣的城市。根據2010年美國人口普查，該地共人口2189人，而該地的面積約為3.50平方千米。同時該地也是科靈斯沃思縣的縣治。

## 地理
威靈頓的座標為31°49′40″N 99°25′32″W / 31.82778°N 99.42556°W，而該地的平均海拔高度為619米（即2031英尺）。